# Onderwaterdrainage
Onderwaterdrainage is een techniek om water, met name uit oppervlaktewater, doorgaans vanuit sloten, te gebruiken om watertekorten in veengebieden te voorkomen. 

## Techniek
Anders dan bij drainage waar water afgevoerd wordt van natte plekken (ontwatering) dienen de leidingen hier om water aan te voeren naar droge plekken.
De drainagebuizen verbinden het slootwater met de nabijgelegen veengronden en liggen ongeveer 90 cm onder maaiveld en 30 cm onder het slootwaterpeil.

## Aanleiding
In veel veengebieden droogt het veen uit als de grondwaterstand te laag is. Het gevolg daarvan is dat de bodem daalt, wat vooral in het westen van Nederland een probleem is. Bovendien kan door de uitdroging van het veen zuurstof diep in het veen doordringen. Daardoor wordt organisch materiaal afgebroken en koolstofdioxide uitgestoten. 
Om bodemdaling en andere ongewenste effecten tegen te gaan kan geprobeerd worden extra water in het veengebied te laten stromen zodat het niet uitdroogt. 

## Onderzoek
Sinds ongeveer 2010 wordt door Nederlandse onderzoeksinstellingen in een aantal gebieden geëxperimenteerd met deze techniek, en samen met de waterschappen nagegaan hoe groot de watervraag is om deze techniek te kunnen toepassen. Bovendien wordt de effectiviteit van de methode bepaald. Uit de voorlopige onderzoeksresultaten blijkt volgens een aantal onderzoekers dat de effectiviteit wisselt, maar overwegend positief is, al kan de bodemdaling met deze techniek niet geheel worden tegengegaan. Gemiddeld lijken de onderwaterdrains bij de laagste grondwaterstanden tot ongeveer 5-10 centimeter verhoging van de waterstand te leiden. Sommige ecohydrologen zijn sceptisch omdat bodemdaling niet wordt gestopt en de beperking van de CO2 uitstoot waarschijnlijk zeer beperkt is. Onderwaterdrainage kan naar hun idee mits deze goed wordt uitgevoerd, wel helpen om extreem lage grondwaterstanden in de zomer tegen te gaan. Ze zien het echter als een beperkte, louter technische oplossing die het zicht beneemt op meer fundamentele oplossingen zoals extensivering van de landbouw.
Onderzoekers zijn het er over eens dat anno 2020 niet zeker is wat de lange termijn effecten zijn van onderwaterdrainage op de grondwaterstand, waterkwaliteit, bodemdaling en uitstoot van gassen zoals CO2 moch op de agrarische bedrijfsvoering en de kwaliteit van de natuur. 